# Ерхан Афјонџу
Ерхан Афјонџу (рођен 1967. у Токату) је турски историчар, писац, академик, телевизијски програмер и колумниста. Ректор је Универзитета Националне одбране.

## Биографија
Рођен је 1967. године у Токату, где је завршио основну и средњу школу. Године 1989. завршио је одсек за професора историје на Педагошком факултету Ататурк универзитета у Мармари. Исте године постао је истраживач на Одсеку за наставу друштвених наука Педагошког факултета Ататурк универзитета у Мармари. Са тезом Историја Крима Неџати ефендије 1990. стекао је високу диплому на Институту за друштвене науке при Универзитету у Мармари, а 1997. одбранио је докторску тезу Катастарска управа у османлијској државној организацији (од XVI до XVIII века) под менторством проф. др Јусуфа Халачоглуа. Године 2000. постао је асистент, а 2001. прешао је на Одсек за историју на Факултету за уметност и књижевност Универзитета у Мармари, где је 2008. стекао звање доцента. У том звању је и данас на истом одсеку.
Објавио је бројне чланке о бирократији у Османском царству, о номадским племенима и османским историчарима, написао бројне књиге.
Српској јавности је најпознатији по књизи Сулејман Величанствени и Хурем.